# جفرسونفيل (فيرمونت)
جفرسونفيل (بالإنجليزية: Jeffersonville, Vermont)‏ هي قرية تقع في الولايات المتحدة في كامبريدج (فيرمونت). يقدر عدد سكانها بـ 568 نسمة ومساحتها 2.1 كم2 وترتفع عن سطح البحر 142 متر.

## التركيبة السكانية
حدّد مكتب تعداد الولايات المتحدة بيانات التركيبة السكانية لجفرسونفيل في تعداد الولايات المتحدة. في ما يلي، التركيبة السكانية حسب تعدادي 2000 و2010.

### تعداد عام 2000
بلغ عدد سكان جفرسونفيل 568 نسمة بحسب تعداد عام 2000، وبلغ عدد الأسر 248 أسرة وعدد العائلات 150 عائلة مقيمة في القرية. في حين سجلت الكثافة السكانية 273.1 نسمة لكل كيلومتر مربع (707.3/ميل2). وبلغ عدد الوحدات السكنية 254 وحدة بمتوسط كثافة قدره 122.1 لكل كيلومتر مربع (316.2/ميل2).
وتوزع التركيب العرقي للقرية بنسبة 98.06% من البيض و1.94% من عرقين مختلطين أو أكثر و0.88% من الهسبانيون أو اللاتينيون من أي عرق.
بلغ عدد الأسر 248 أسرة كانت نسبة 31% منها لديها أطفال تحت سن الثامنة عشر تعيش معهم، وبلغت نسبة الأزواج القاطنين مع بعضهم البعض 48.4% من أصل المجموع الكلي للأسر، ونسبة 8.9% من الأسر كان لديها معيلات من الإناث دون وجود شريك، بينما كانت نسبة 3.2% من الأسر لديها معيلون من الذكور دون وجود شريكة وكانت نسبة 39.5% من غير العائلات. تألفت نسبة 29% من أصل جميع الأسر من عدة أفراد يعيشون في نفس المنزل ونسبة 11.7% كانت تتألف من شخص يعيش بمفرده يبلغ من العمر 65 عاماً أو أكثر. وبلغ متوسط حجم الأسرة المعيشية 2.29، أما متوسط حجم العائلات فبلغ 2.85.
بلغ العمر الوسطي للسكان 32.1 عاماً. وكانت نسبة 23.8% من القاطنين تحت سن الثامنة عشر، وكانت نسبة 9.7% بين الثامنة عشر والرابعة والعشرين عاماً، ونسبة 35.2% كانت واقعةً في الفئة العمرية ما بين الخامسة والعشرين والرابعة والأربعين عاماً، ونسبة 20.6% كانت ما بين الخامسة والأربعين والرابعة والستين، ونسبة 10.7% كانت ضمن فئة الخامسة والستين عاماً فما فوق. يوجد لكل 100 أنثى 97.2 ذكر، ويوجد لكل 100 أنثى في الثامنة عشر من عمرها فما فوق 95.0 ذكر.
بلغ متوسط دخل الأسرة في القرية 38,333 دولارًا، أما متوسط دخل العائلة فبلغ 48,929 دولارًا. وكان متوسط دخل الذكور 35,375 دولارًا مقابل 23,036 دولارًا للإناث. وسجل دخل الفرد الخاص بالقرية 20,323 دولارًا. وكانت نسبة 1.2% من العائلات ونسبة 6.6% من السكان تحت خط الفقر، وكان من هؤلاء نسبة 4.6% تحت سن الثامنة عشر ونسبة 17.6% في الخامسة والستين من العمر وما فوق.

### تعداد عام 2010
بلغ عدد سكان جفرسونفيل 729 نسمة بحسب تعداد عام 2010، وبلغ عدد الأسر 325 أسرة وعدد العائلات 175 عائلة مقيمة في القرية. في حين سجلت الكثافة السكانية 350.5 نسمة لكل كيلومتر مربع (907.8/ميل2). وبلغ عدد الوحدات السكنية 367 وحدة بمتوسط كثافة قدره 176.4 لكل كيلومتر مربع (456.9/ميل2).
وتوزع التركيب العرقي للقرية بنسبة 96.71% من البيض و0.55% من الأمريكيين الأفارقة و0.14% من الأمريكيين الأصليين و0.41% من الأمريكيين ذوي الأصول الآسيوية و2.19% من عرقين مختلطين أو أكثر و0.41% من الهسبانيون أو اللاتينيون من أي عرق.
بلغ عدد الأسر 325 أسرة كانت نسبة 33.8% منها لديها أطفال تحت سن الثامنة عشر تعيش معهم، وبلغت نسبة الأزواج القاطنين مع بعضهم البعض 35.4% من أصل المجموع الكلي للأسر، ونسبة 13.5% من الأسر كان لديها معيلات من الإناث دون وجود شريك، بينما كانت نسبة 4.9% من الأسر لديها معيلون من الذكور دون وجود شريكة وكانت نسبة 46.2% من غير العائلات. تألفت نسبة 34.8% من أصل جميع الأسر من عدة أفراد يعيشون في نفس المنزل ونسبة 8.6% كانت تتألف من شخص يعيش بمفرده يبلغ من العمر 65 عاماً أو أكثر. وبلغ متوسط حجم الأسرة المعيشية 2.24، أما متوسط حجم العائلات فبلغ 2.93.
بلغ العمر الوسطي للسكان 32.0 عاماً. وكانت نسبة 24.7% من القاطنين تحت سن الثامنة عشر، وكانت نسبة 9.7% بين الثامنة عشر والرابعة والعشرين عاماً، ونسبة 32.8% كانت واقعةً في الفئة العمرية ما بين الخامسة والعشرين والرابعة والأربعين عاماً، ونسبة 23.2% كانت ما بين الخامسة والأربعين والرابعة والستين، ونسبة 9.6% كانت ضمن فئة الخامسة والستين عاماً فما فوق. وتوزع التركيب الجنسي للسكان بنسبة 48.1% ذكور و51.9% إناث.